# フォークソング
フォークソング（英: Folk Song , Contemporary Folk music）は、民謡や民族音楽に根ざした音楽や、さらにそれから派生したポピュラー音楽も指す用語で、音楽ジャンルの一つ。
元来は、民衆が共同で作り歌い伝承されてきた、作者不明の歌、民衆の価値観や生活の実感から生まれてきた歌、つまり民謡や民俗音楽を指すだが、その民謡から派生したポピュラー音楽をも含める。
後者のポピュラー音楽のフォークソングのほうは、伝承民謡の形式や感覚を借りて作られた歌のことで、伝承民謡が作者不明なのに対し、後者は職業的な作者が作詞・作曲し職業的な歌手が歌って商品化が行われていることが多いところが異なっており、実質的には民俗音楽ではなくてポピュラー音楽に分類される。後者の内容は（伝承民謡同様に）民衆の素朴な情感を歌う歌も多数あるが、現代の社会問題、反戦思想などを歌うものがむしろ多く、つまり反戦歌などのプロテストソングも範疇に含まれる。本来のフォークソングの演奏は、アコースティックギターやバンジョーなどを使用した弾き語りを主体とし、電気楽器は使わないのが伝統的音楽表現であった（そこがフォークロックやロックとは異なっている）。
最も一般的な名称は「フォークミュージック」であるが、英語圏では「民謡」の意味のFolk Musicと区別するために「コンテンポラリー・フォークミュージック」または「フォーク・リバイバル（ミュージック）」などと呼ばれた。

## 歴史:1920s-1950s
アメリカ合衆国（以下、アメリカ）の音楽の始まりは、ジェノヴァ出身のイタリア人・クリストファー・コロンブスが、ヨーロッパ人にとっての新大陸を発見した1492年に求められるが、当時100万人いたネイティブ・アメリカンは既に音楽を持っていたが、ヨーロッパ人との文化的融合はなされず、先住民の音楽が現代のアメリカン・ポピュラー・ミュージックに与えた影響はごく僅かである。
「フォーク・ミュージック」は、アメリカで19世紀に研究者や愛好家によって蒐集された。レコード会社はアメリカでは19世紀末にはすでに存在していたが、アメリカ南部の民族音楽を開拓するところまではいかなかった。南部が音楽の宝庫であることに気づくのはずっと後になってからだった。商品としてのレコードが作られたのは1890年だが、1本のシリンダーに1回の吹き込みしか出来ず、注文数に応じて吹き込みを何度もやってくれる歌手を探すのも大変だった。シリンダーから円盤レコードになるのは、20世紀に入ってからで、1920年代に円盤レコードと蓄音機がレコード会社の商品として、市場に流通し始めた。
1929年の世界大恐慌後に誕生したフランクリン・ルーズベルト政権は、不況克服のためにニューディール政策を施行したが、それは政治経済分野だけでなく、文化的にも大きな影響を及ぼした。「フェデラル・ワン」と呼ばれる芸術支援政策には多くの作家や音楽家が地方のコミュニティに派遣され、地元のブルースやワークソング、エスニック文化の採集を命じられた。すでにアメリカ議会図書館にはアメリカのフォークソングを管理/保存する「アーカイブ・オブ・アメリカン・フォークソング」が民間の基金によって1928年に設置されていたが、ジョン・ローマックス（後に息子のアラン・ローマックスが加わる）がディレクターに就任する1931年以降、蒐集活動はさらに活発になった。こうして「フォークソング」は1930年代に入ると公式にアメリカで「国民文化」として承認され「アメリカの音楽」として、文字通り国家のお墨付きを得た。第一次世界大戦で疲弊したヨーロッパを尻目にそれまで「ヨーロッパの辺境」的位置付けに甘んじていたアメリカは、世界大戦以降、突如として国際政治の中心に躍り出た。政治的地位が上昇した国家は必ず文化的なアイデンティティを必要とするため、アメリカはヨーロッパとは異なる独自の文化を模索した。この流れの中でアメリカ文学の再評価が進み、音楽では「フォークソング/ルーツ・ミュージック」も再評価され「国民文化」として正統化された。ローマックス親子は、アメリカ議会図書館の委嘱を受け、録音器材を担ぎ、全米各地のフォークソングの収集をした。そこで発見したのが「現代フォークソングの祖」といわれるウディ・ガスリーで、ガスリーは不況下で放浪する「ホーボー」と呼ばれる人たちと共に全米をまわり、土着のメロディに新しい歌詞をつけて、貧困や政治、旅情や自然を歌った。ホーボーは貨物列車に無賃でもぐりこんで、土地から土地へ放浪し、収穫の手伝いなどの季節労働をしてその日暮らしをする人たちだった。ガスリーは彼らのことを歌ったホーボーソング（渡り労働者の歌）をたくさん作った。1000曲以上を残したガスリーは多くのミュージションに敬愛され、ピート・シーガー、ボブ・ディラン、ブルース・スプリングスティーン、シャロン・ジョーンズらが、ガスリーの歌を歌い継ぐ。ウィーヴァーズやピート・シーガーらもこのころから活動を開始した。ピート・シーガーはハーバード大学を中退した中産階級出身のエリートだったが、1960年代以降にジャーナリスティックなメッセージ性を非常に強く押し出した。
第二次世界大戦後にソ連との冷戦が始まるとアメリカ国内の共産主義者に対する赤狩りが吹き荒れ、ジョセフ・マッカーシー上院上院議員は「フォーク」という用語を共産主義と結びつけて攻撃した。マスメディアは一斉に「フォーク」という用語を使用を控え、「カントリー」という言葉が流通するようになった。カントリー・ミュージックというジャンル名は1940年代に入って用いられたものだったが、これをきっかけとして「カントリー・ミュージック」というジャンル名が定着した。本来同じカテゴリーの音楽を目指していたはずの「フォーク・ミュージック」と「カントリー・ミュージック」はこれを機に政治的に離反した。「フォーク・ミュージック」は赤狩り以降、共産党が民衆の音楽として評価し、一方で「カントリー・ミュージック」は保守的な価値観を内包する白人の「農村/田舎」の音楽として機能し始めた。カントリー・ミュージックは「素朴」「郷愁」「楽天性」を漂わせたが、第二次世界大戦後のフォーク・ミュージックには「反抗」「左翼」「悲観性」といったニュアンスを際立たせた。殺人を犯して服役した黒人シンガー・レッドベリーは、ブルースも歌ったが、仕事や刑務所や差別について歌い、フォーク・シンガーとしてアメリカ共産党から英雄視された。カントリーは人々がかかえる不安を慰安し、フォークは抵抗へと駆り立てていく。1950年代以降のフォークを盛り上げたのは、主に都会のインテリ白人大学生だった。当時の音楽シーンは、黒人はブルース、白人はカントリー、そして中産階級のインテリ層が60年代のモダン・フォークを支えた。

### 1950年代のフォーク・ミュージック・リバイバル

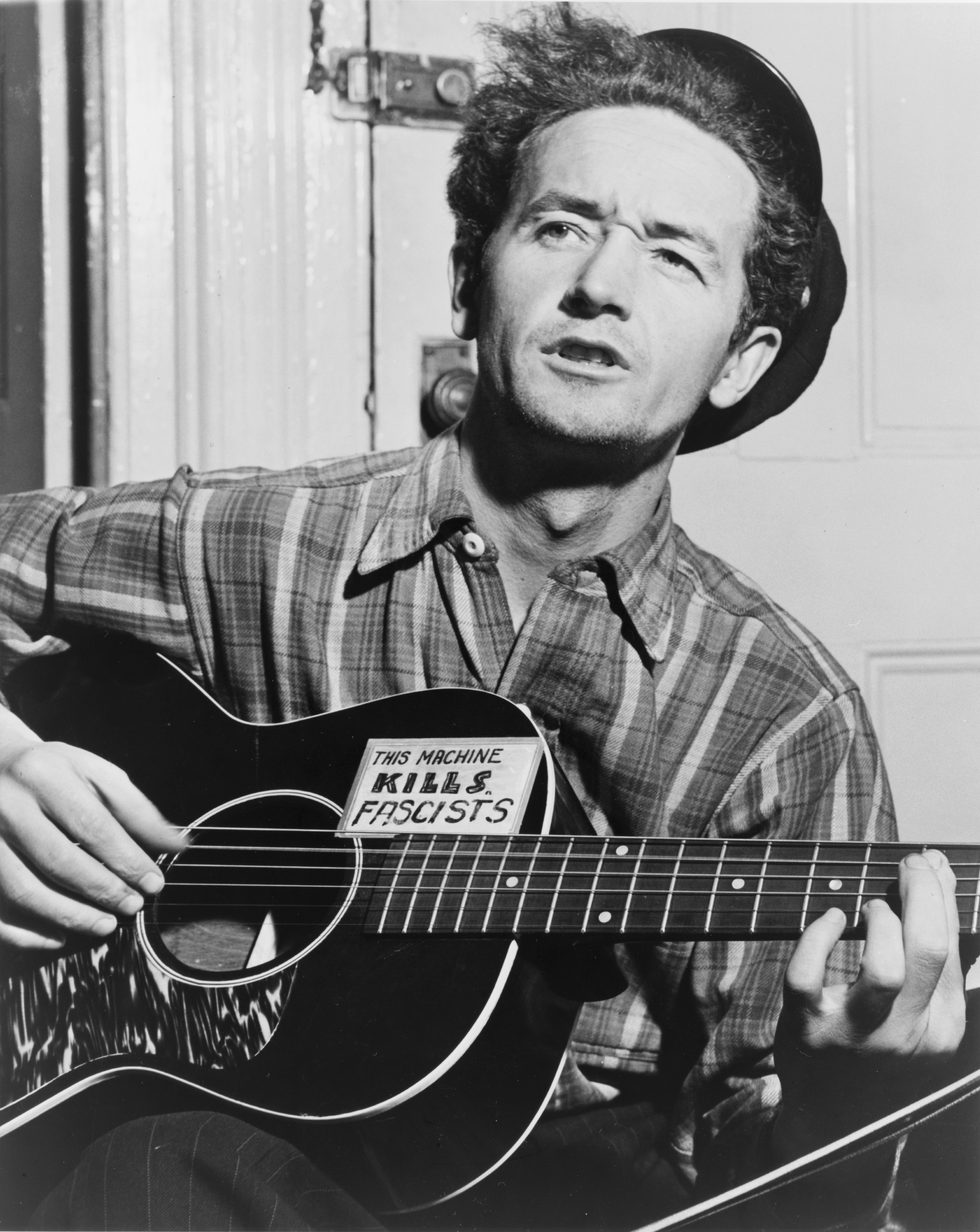
ウディ・ガスリー

1930年代から活動を続けたウディ・ガスリーとピート・シーガーの存在が1950年代から1960年代の「フォーク・ミュージック・リバイバル」（以下「フォークソング・リバイバル）」という大きな流れを生み出すきっかけになった。これらは民衆の歌であるフォークをもう一度自分たちの手に取り戻そうとする運動であると同時に、これらのルーツであるブルースやブルーグラス、オールドタイミーなどを再発見する動きであった。彼らは伝承歌を再構成して歌うことが多かったが、そこには主義主張が盛り込まれていた。ウディ・ガスリーは伝統的な歌を歌い、彼自身も作曲をする。ウディの音楽はアメリカ議会図書館にも保管されている。ウディのギター・ケースには「この楽器はファシストを殺す（This Machine kills fascists）」と書かれていた。「フォークソング・リバイバル」勃興期の演奏形態としては、バンジョー、アコースティックギター、ウッド・ベースという楽器編成が多かった。しかし、次第にバンジョーは使われなくなり、アコースティックギターが中心的な楽器となっていった。
「フォークソング・リバイバル」は、一般的にキングストン・トリオの「トム・ドゥーリー Tom Dooley」が大ヒットした1958年からボブ・ディランがエレキ・ギターに持ち替えた1965年までを指し、この音楽的動きは1950年末期から、1960年代に頂点に達した。

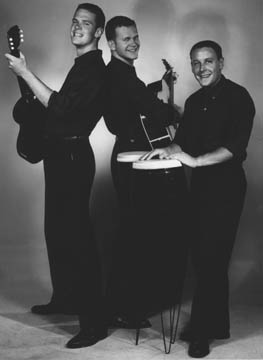
ザ・キングストン・トリオ（1958年）

ザ・キングストン・トリオ en:The Kingston Trioはアメリカ西海岸出身で、過度に政治的なメッセージやプロテストソングは避け、いわゆる「お行儀の良い」大学生的な歌を歌っていた。Cracked Potという名の、大学内のクラブで歌っていたところをフランク・ウェルバー Frank Nicholas Werberに見出され、彼がマネージャーとなり、キャピトルレコードと契約を結ぶにいたった。最初のヒット曲は『トム・ドゥーリー』で、これはレッドベリーの追悼コンサートでも歌われ、レコードが300万枚以上売れるヒットとなり、グラミー賞のBest Country & Western Recording賞を受賞した。1958年から1961年にかけてのキングストン・トリオは、ポップ・チャートで大きな成功を収めた。これに気を良くしたキャピトル・レコードは、キングストン・トリオに似たアーティストグループ、例えばブラザース・フォア en:the Brothers Four、ピーター・ポール&マリー en:Peter, Paul and Mary、ザ・ライムライターズ en:The Limeliters、ザ・チャド・ミッチェル・トリオen:The Chad Mitchell Trio、ザ・ニュー・クリスティ・ミンストレルズ en:The New Christy Minstrelsなどの楽曲のリリースにも力を入れてゆくことになった。

## 歴史:1960s-2020s

### 1960年代-1970年代前半
第二次世界大戦後のアメリカは世界をリードする大国として君臨し、「自由で豊かな理想の国・アメリカ」のイメージは定着し、世界の人々はアメリカに憧れの目を向けた。しかしアメリカの夢は『アメリカン・グラフィティ』の舞台になった1962年で終わったと言われる。ベトナム戦争の泥沼に足を取られつつあったアメリカでは、1963年8月に人種差別撤退を訴えるワシントン大行進が行われ、同年11月にはケネディ大統領暗殺事件が起き、それまで繁栄の陰に隠れていた矛盾が社会問題化しつつあった。このような人種差別反対運動や東西対立などの新たな戦争に対する不安から、若い世代がコミュニケーションやメッセージの手段としてフォークソングに注目し、「フォークソング・リバイバル」は必ずしも昔を懐かしむムーブメントではなくなり、若いフォークシンガーたちが自分たちの思いを託した新しい歌を発表しはじめた。1960年代前半にはフォーク・シーンはオリジナル曲が中心になっていった。当時は徴兵制のあったアメリカでは、実際に戦場に行かねばならないかも知れない現実に晒されていたアメリカの若者たちには切実な状況があった。こうして激動するアメリカの政治運動と結びつき、フォークはますます政治や社会を批判するツールになっていく。
1958年末のキングストン・トリオ「トム・ドゥーリ―」の大ヒットで火がついた「フォークソング・リバイバル」は全米各地に、フォークソングを中心とした野外フェスティバルを生んだ。1959年7月11～12日にロードアイランド州ニューポートのフリーボディ・パークで、第一回ニューポート・フォーク・フェスティバルが開催された。出演はピート・シーガーやキングストン・トリオ、ボブ・ギブソン&ジョーン・バエズなど、フォーク・ブームの幕開けを告げるような内容だったが、レコード会社が開催した同イベントは観客の不入りにより､ 一旦中
止となり､ 1963年にミュージシャンが主体となり政治色を強めて再開されている。 
アメリカでの転機
だがこのフォーク・リバイバルの絶頂期に、ある種の転機が訪れた。1965年のニューポート・フォーク・フェスティバルでは、ボブ・ディランがエレキ・ギターを抱え、バック・バンドをしたがえて登場し、大ブーイングを浴びた（Electric Dylan controversy）。このエポックメイキングな事件を境に「フォークソング・リバイバル」ブームは急速に衰退した。これはかつてフォークとロックが水と油のような関係であったことを象徴する事件といえる。反近代主義と反商業主義を掲げる「フォーク・ミュージック」で重要視されるのは歌のメッセージであり、言葉の伝達を容易にする場の親密さである。フォークに傾倒する人々にとってはエレキ・ギターはテクノロジーの象徴であり、大音量で歌詞が聞き取りにくく、ビートルズに代表される商業主義のシンボルとして認めるわけにはいかなかった。ボブ・ディランの演奏中にバックステージでは、ピート・シーガ―が怒りに震えながら斧を振り回してシールドケーブルを切ろうとしたなどの逸話も残る。結果的にロックはここでフォークが持っていた反体制的で反商業主義的なイデオロギーを引き継ぎ、それを商業主義の枠内で実践しようとするジャンルとして発展していく。ボブ・ディランの事件以降、1967年までの間に音楽用語として「ロック」が定着し、「ロックンロール」という用語と区別されて使われるようになった。
フォーク・シーンで活躍していたボブ・ディラン、ニール・ヤング、ジョニ・ミッチェル、バーズなどのミュージシャンは、1964年のビートルズのアメリカ上陸に影響を受け、エレクトリックギター、エレクトリックベース、ドラムスというロックの楽器編成（ただし、アコースティックギターを併用する場合も多い）で演奏するようになった。これをフォークロックと呼ぶ。アメリカではフォークロックの開祖はバーズと論じられることが多いという。『読売新聞』夕刊1965年9月25日付に「最近のアメリカ人の好みとしては、小・中学生はゴーゴー、ヒッチ・ハイク、ワッシなどのダンスの伴奏としてのエレキ・ギターを中心とするロックン・ロール・ミュージック、そして高校生や大学生はフォーク・ミュージック、二十代はミュージカルの中のヒット・メロディーというように大別される」と書かれている。ハイウェイメン、ピーター・ポール&マリー、ニュー・クリスティ・ミンストレルズ、ブラザーズ・フォア、CSN&Y、フィル・オクスなど多くのアーティストが活躍した。
1970年代以降、アメリカのフォークミュージックはスティーヴ・グッドマン、ジョン・プライン、エミルー・ハリス、ハリー・チェイピンなどの新しいシンガーソングライターによって支えられた。
イギリス、カナダのフォーク・リバイバル
また英国でもリチャード・トンプソン率いるフェアポート・コンヴェンションやディック・ゴーハン、ユワン・マッコール、ペンタングル、スティーライ・スパンなど、フォークソングを演奏するミュージシャンが活躍した。1960年代半ば、アイルランドのホースリップス、イギリスのフェアポート・コンヴェンション、スティーライ・スパンは、ロックの伝統的な楽器要素： エレキギター、ベース、ドラムを使用した。
1960年代後半には、民俗復興により、ドノヴァンなどのシンガーソングライターの世代が台頭してきた。イギリスでのフォーク音楽復興運動はブリティッシュ・フォーク・リバイバルと呼ばれている。
またニール・ヤング、ゴードン・ライトフット、レナード・コーエン、ジョニ・ミッチェル、バフィ・セント・メリーらカナダ出身のアーティストも登場した。
1960年代半ばから発展したフォークロックも、この現象の中で進化していった。最初のフォークリバイバルは大衆音楽に大きな影響を与えた。また20世紀後半の「セカンドフォークリバイバル」は、コンサート、レコーディング、放送を通じてアーティストに新しいジャンルのポピュラーミュージックをもたらした。
1970年代、他のグループはこのロック的アプローチを採用した。イギリスのルネッサンスのようなグループは、プログレッシブ・ロックのグループながら、フォーク・ソング的な曲も発表している。
1970年代、他のグループはこのロック的アプローチを採用した。イギリスのルネッサンスのようなグループは、プログレッシブ・ロックのグループながら、フォーク・ソング的な曲も発表している。
日本のフォーク
フォークソングの中でも「モダン・フォーク」は、1960年代「フォーク・ミュージック・リバイバル」の折に大流行した美しいアメリカのハーモニー・コーラスを伴ったグループによるフォークを指す。1960年代に入ると、フォークは商業的な色合いを身にまとい、「海外のヒットソング」として日本に上陸してきた。キングストン・トリオ、ニュー・クリスティ・ミンストレルズ、ブラザーズ・フォア、ピーター・ポール&マリー（PPM）らで、これが日本でカレッジ・フォークブームの火付け役となっていく。キングストン・トリオは1961年1月初来日。1962年4月にはブラザーズ・フォアが、1963年10月にはピート・シーガーが初来日している。

### 1970年代後半以降
1980年代初頭のザ・ポーグスと1990年代のアイルランドのザ・コアーズにより、 アルバムチャートに伝統的な曲が取り入れられた。1980年代、ワシントンスクエアでフォークミュージック演奏が行われた。スザンヌ・ベガはフォークとプロテスト・フォーク指向の音楽を披露。また黒人歌手のトレイシー・チャップマンもフォークのヒットをリリースした。エミルー・ハリスやスティーブ・アール、ウィルコ、サン・ヴォルトらのアーティストは、オルタナ・カントリーとフォークの精神を受け入れた。1990年代後半、フォーク・ミュージックはイライザ・カーシー、ケイト・ラズビー、ビル・ジョーンズ（女性）などのアーティストを通じて、音楽評論家や音楽ファンから注目された。カナダにおいて1990年代から2000年代にかけて最も売れたフォークグループは、ニューファンドランド出身のケルト人でロックテイストなグレートビッグシーで、カナダで4枚のアルバムをプラチナヒットさせている。コアーズは1990年から2000年代前半まで活動し、ケルト音楽とポップスを演奏し、2つのジャンルをブレンドした曲を発表した。2000年以降は、ブランディ・カーライルらが活躍した。
なお、ネオフォーク (Neofolk) というジャンル名は、欧米のスワンズやコイルらのバンドの音楽を指している。2007年に結成されたマムフォード・アンド・サンズなどのフォーク・ロックおよびインディー・フォーク・バンドは、2010年にブレイクし、シェナンドーランは2011年に1960年代の現代アメリカのフォークミュージックを現代のリスナーに届けるために結成されたバンドである。
フィルク音楽もスタイルと文化の面でフォーク音楽と見なすことができる。SFのコミュニティはサイエンスフィクションのファンダムであるが、これは珍しく完全に現代的なもので1980年代に始まったネオフォークはヨーロッパの伝統的な民俗音楽と歴史、哲学的歌詞、伝統的な歌を融合した。主にヨーロッパであるが、他の地域にも影響を与えた。民俗音楽はドイツ、イギリス、スカンジナビア諸国、スラブ諸国でがメジャーで、デヴィッド・スミス（アカ・ダム・ザ・バード）やダンハイム、アルコナなどのバンドがあり、こうしたほとんどのバンドは、他の音楽ジャンルとフォークジャンルを結び付けている。1980年代にフォークパンクは、フォークミュージックとパンクロックを融合し、ロンドンを拠点とするアイルランドのバンドであるザ・ポーグスによって開拓された。民俗音楽やプロテスト音楽はトピックに関する話題を対象とした。その他のサブジャンルにはサイケデリック・フォーク、アメリカーナなどのジャンルがある。
フランスではライオネル・ロシュマン（Lionel Rocheman）が組織したアメリカンセンターでの最初の音楽祭、フーテナニーによって1964年ごろからパリでフォーク運動が始まった。フランスの著名なフォーク歌手にはフランシス・キャバレルらがいた。1960年代末にはフォーク運動は、パリ五月革命と同様の政治的、社会的運動となる。参加と表現の民主化、文化的イベントの自己管理の中からこの動きが発生した。
1960年代、70年代のフランスのフォーク音楽家としては、グレアム・オールライトやトライ・ヤン・Tri Yannやアラン・スティベルらがあげられる。彼らの登場は民俗復活と呼ばれ、他のヨーロッパ諸国でも同様に伝統的な歌のリバイバルや、伝統的な楽器（ バイオリン、バグパイプ、ハーディガーディなど）を使用する伝統的なスタイルの音楽再興の象徴となった。また2000年代にはコクーンが登場し、15万枚のヒットを記録した。
ギリアン・ウェルチらのネオ・トラディショナル・フォークも、アメリカで人気となった。これとは別にネオフォークというジャンルも登場した。
ネオフォークとは、耽美的なフォーク・ミュージックに特徴があり、アングロサクソン文化の影響も受けているが、異教、ロマン主義、オカルトなどのテーマは、ヨーロッパ文化と歴史への関心を示している。1990年代以降のフォークメタルと呼ばれるジャンルは、メタル・バンドがフォークを演奏しているという意味ではなく、ヘヴィメタルと民俗音楽を融合したジャンルという意味合いを持っている。

## 主なフォークソング
- 我が祖国（英語版） (This Land Is Your Land) - ウディ・ガスリー
- ウイ・シャル・オーバーカム - ピート・シーガー
- 風に吹かれて (Blowin' in the Wind) - ボブ・ディラン
- 孤独の旅路 (Heart of Gold) - ニール・ヤング

## 著名なアーティスト
- ボブ・ディラン
- ニール・ヤング
- ウディ・ガスリー
- ピート・シーガー
- ランブリン・ジャック・エリオット
- キングストン・トリオ
- ブラザーズ・フォア
- ビクトルハラ
- ジョニ・ミッチェル
- ディック・ゴーハン[38]
- ユアン・マッコール
- ニック・ジョーンズ
- ゴードン・ライトフット
- レッドベリー
- リッチー・ヘヴンス
- マーティン・カーシー
- リチャード・トンプソン
- ジョーン・バエズ
- フィル・オクス
- ニュー・クリスティ・ミンストレルズ
- フェアポート・コンヴェンション
- メラニー・ソフィカ
- モダン・フォーク・カルテット
- ジュディ・コリンズ
- アーロ・ガスリー
- ウィーヴァーズ
- バック・オウエンス
- ペンタングル
- バフィー・セント・メリー
- イービー・サンズ
- ボビー・ジェントリー
- パトリック・スカイ
- ドン・マクリーン
- ジム・クロウチ
- ロボ
- サンディ・デニー
- イライザ・カーシー

## 日本のフォーク

### 「フォークソング」「フォーク」
今日、日本で「フォークソング」「フォーク」と呼ばれるものは、1950年代後半にアメリカで他の音楽ジャンルと共に興ったリバイバル現象の折に流行した「フォーク・リバイバル」ブームで、商業的にも大成功したポップス寄りの「モダンフォーク」に影響を受けた音楽を指す。
「英語で"フォークソング"はもともと民謡の意」と説明されることが多い。ドイツ語の「volkslied」、また英語の「folk song」の訳語として明治期から用いられるようになった言葉という。町田嘉章・浅野建二著『日本民謡集』（1960年初版、岩波書店）の中で浅野は「フォークソング＝民謡という訳が生まれた明治時代には、ありとあらゆる大衆音楽を民謡と分類していたことがある」と解説している。つまり日本にもアメリカにも当時はまだ音楽ジャンルがたくさん無く、フォークソングを表す適切な言葉が無く、フォークソング＝民謡と訳し、これが今日まで残っているものと考えられる。今日日本で言う「フォークソング」「フォーク」と「日本の民謡」は全く違うため、日本のフォークソングは日本の民謡とは別のものと考えた方がよい。全国新聞の記事で、音楽ジャンル名としての「フォーク」という言葉の使用は『朝日新聞』夕刊1962年4月6日付の「音楽評」「清潔な魅力 ブラザース・フォアの民謡」という記事が初出と見られている。「フォーク」という言葉の浸透については、1950年代において「フォークダンス」の導入と普及も影響があるのではないかという見方もある。日本の「フォークソング」「フォーク」は、1960年代前半にブームとなった生ギターを中心としたアコースティックな音楽が入口ではあったが、実際にはリズム・アンド・ブルースやカントリーミュージック、ロックなど、他のアメリカンポップスに交じって日本に流れ込んできた大衆音楽の影響も受けている。デビュー時に"フォーク歌手"と呼ばれ、自作の歌でその後の音楽界に大きな影響を与えた吉田拓郎は、1960年代の広島でのアマチュア時代にはロックバンド（R&Bバンド）を組んでおり、フォークソングのみならず、多様な音楽ジャンルからの影響が知られており、また井上陽水はビートルズマニアとして知られ、ボブ・ディランを本格的に聴いたのはプロデビュー以降に小室等に薦められたからで、泉谷しげるに至っては「もともとローリング・ストーンズに憧れて音楽を始めて、機材が要らないし、儲かりそうだとフォークを始めた」と話している。加川良も「リバプールサウンドが好きで、学生時代はずっとロックバンドのボーカルをやっていた」と、なぎらけんいちは「フォークを選んだのは、ただ単にエレキギターが買えなかったこと。それにアンプも高かったから」と述べている。また忌野清志郎も初めて組んだバンド「Clover」で「本当はエレキのバンドをやりたかったんだけど、フォークソングも流行ってたし、楽器の関係もあって、手軽なフォークをやった」と述べている。一般的にフォークシンガーのカテゴリーに入れられることの多い人の中には、音楽的バックボーンにロックやR&Bを持つ人も多い。1970年代以降の「フォーク」は他の音楽ジャンルを融合した音楽といえる。またフォークシンガーではないが、秋元康は「基本的にフォークソングが好き」と公言している。日本の流行歌史を辿っていくと、いつの時代にも洋楽を新たな形で取り組むことで、新しい表現が生まれてきたという面があり、フォークソングも同様である。1960年代前半には知る人ぞ知るある種のサブカルチャー的な存在だったフォークソングが、1970年代にはレコードの売上げを始めとして日本のポピュラー音楽史上で避けて通ることの出来ないほど、メインカルチャーにまで登りつめたことは特筆すべきトピックといえる。

### 源流
日本のフォークソングの起点をどこに定めるかは難しい。日本のフォークソングの源流は、1950年代に起こった日本のうたごえ運動に、1959年以降に商業的な色合いと様式を身にまとい、海外のヒットソングとして日本に上陸してきたキングストン・トリオ、ブラザーズ・フォア、ピーター・ポール&マリー（PPM）らを合体したものが「日本版フォークソングの誕生」という見方が多い。小室等は「1950年代の終わり中学のとき、キングストン・トリオの『トム・ドゥリー』を聞いた。それはフォークソングとして耳にしたのではなく、デル・シャノンやコニー・フランシスらのアメリカのポップスのチャートに上がってきたヒット曲の1つとして聞いた」と証言している。田家秀樹は「1959年にビルボードNo.1ヒットを記録した『トム・ドゥリー』が日本に紹介され、それまでの日本の歌謡曲とは全く違う新しい音楽として影響を与えるところから日本のフォークソングは始まっている」と論じている。1959年以降に当時のラジオから日本に入ってきたカントリー&ウエスタンを学生たちがコピーしていたら、「アコースティックギターの音は似てるんだけど何か違う、これはいったい何だ?」と気付いた者がいて、当時の先端をいっていた学生たちが、アメリカの音楽雑誌を取り寄せて「どうやらこれは"フォークソング"というらしい」と気付いたというのが、日本で「フォークソング」という言葉が入ってきた始まりという説もある。これらの話から日本では明治時代に「folk music」を「民謡」と訳して以降、「フォークソング」という言葉は全く認知されずにこの時代まで来たと想像される。それでフォークソングはかっこいいとなり、日本で多くのフォークソンググループが出来たといわれる。覚えやすく歌いやすいフォークソング、コピーが流行り、フォークギターもよく売れた。

### 流行の開始
1963年9月27日付の『読売新聞』夕刊に「最近のアメリカ軽音楽界 完全に民謡ブーム 大学生たちが熱烈な推進」という見出しで「民謡」と「フォークソング」を等号で結び、ジョーン・バエズら著名な歌手を紹介している。この記事では日本の民謡歌手の代表として三橋美智也にコメントを求めるなど、フォークソングの概念を伝統的なフォークソング（民謡）と混同しており、少なくとも日本でこの時点ではアメリカの「フォーク・リバイバル」後の所謂「モダンフォーク」については広まっていなかったと考えられる。また同じ1963年の『ミュージック・ライフ』は、PPMを「女性一人、男性二人の民謡コーラスチームです。モダン・ジャズでもやりそうなスタイルです」などと紹介しているという。翌1964年になると民謡ではなく、フォークソングという表記が一般化し、概ね1965 - 1966年ころ、音楽ジャンル名としての「フォーク」が定着したと見られる。
ボブ・ディランのレコードデビューは1962年3月で、ボブ・ディランのシングル盤が日本で発売されたのは、1965年の「サブタレニアン・ホームシック・ブルース」（邦題「ホームシック・ブルース」）が最初で、発売元の日本コロムビアはボブ・ディランに「ウエスタン調ロックにつづる哀愁」とキャッチコピーを付けた。ウエスタンという言葉が使われているのは、この前に日本でカントリー&ウエスタン（C&W）のブームがあったからだった。
『朝日新聞』1966年4月24日付に「フォークソング大はやり 若者の生活に密着」という見出しの記事が載り、「最近、フォークソングが、若者を中心とする歌好きの人々の間ですごくはやっている。ひところのエレキブームのようなハデな騒がしさはないが、若い人たちによってその魅力はなかなか大きいようだ。フォークソングが日本に入って来たのは3、4年前。アメリカでジャズとは別に、歌手と聴衆が一緒になって歌う"新民謡"が生まれ、これがフォークソングと呼ばれた。最近は反戦歌など社会性を持ったものが人気を呼んでいる」と書かれている。また『毎日新聞』1966年9月8日付の「寒流」というコラムに「ギター、フォークソングの孤独なブーム」という見出しの記事が載り、「クラシックギターが売れている。業界の話によると、全国で50のメーカーが月産10万台を作っているそうだ（中略）こんなに売れ、演奏者も多いのなら、エレキ騒動やピアノ教室のように社会的な話題になってもよさそうだが、いっこうにそれらしいことを聞かない。ブームが潜行してる。同じようなブームにフォークソングがある。モダン・フォークと呼ばれるもので、素朴なメロディーに乗せて反戦や社会批判を歌ったものだ。アメリカの大学生の間から流行して、日本でも大学生を中心に百組ほどのグループがある。一説によるとフォーク人口は百万人。それなのにこのブームは表面化しない」などと書かれており、1966年9月時点ではフォークソングムーブメントはそこまで大きくなっていないことが分かる。
日本のフォークソングにはアメリカの伝統的な音楽の継承を目的とするフォークリバイバル的意味はあまり含まれない。あまりというのは日本のフォークソングを先導した労音は、アメリカのフォークソングの思想を受け容れたものだったが、日本の若者にとってはファッションだったからである。アメリカでは当時はまだ徴兵制が残り、実際に戦場に行かねばならないかも知れない現実に晒されていたアメリカの若者たちとは違い、日本の若者たちにとっては戦争は切実な問題ではなかった。

### 大学生とフォークソング
1960年代初頭にアメリカの学生の間で盛り上がっていたフォークソングブームに飛びついたのが、日本の富裕層の若者、特に東京の成城学園、青山学院、明治学院など、アメリカ的な自由主義の伝統を持つ私立大学に通う大学生だった。ブルーカラー的匂いのあったロックンロールとは違って知的な匂いもあり、アコースティックギターの新鮮さ、美しく爽やかなハーモニーに多くの大学生が驚き、われ先にとグループを結成してそのコピーを始めた。それは同じくアメリカからの輸入品であるアイビールックと連鎖していた。アメリカのフォークソングの動きをいち早く日本に紹介したのが、当時の男性向けファッション雑誌『MEN'S CLUB』や深夜ラジオだった。芝生の植えられたキャンパスで、アイビーファッションに身を包み、ギターを片手にアメリカのモダンフォークのコピーを歌う。ギター1本あればみんなと一緒に歌うことが出来るのもフォークソングの魅力だった。それまでに日本に入って来た洋楽は、演じる側と聴く側に境界線があったが、フォークソングはその境界線を取り払った音楽だった。それまでの既成の音楽と著しく違っていたのは、歌い手自ら作詞家・作曲家になれたことで、なぎら健壱は「シンガーソングライター」も実質的にここを始まりとしている」と論じている。自作で曲を作るのはもう少し後の話で、初期のカレッジ・フォークは、エリート意識とアメリカ文化への憧れから、演奏に関しては英語の歌詞で歌う（コピーする）ことに徹する原語主義が貫かれていたという。これが60年代の最新トレンドであり、これらはキャンパス・フォーク、カレッジ・フォークなどと呼ばれるようになった。日本フィリップス・レコードの元プロデューサー・ディレクター本城和治は「担当していた森山良子のアルバムに『カレッジフォーク』という言葉を当て嵌めたんですね。『カレッジフォーク』という言葉を使っているのはフィリップスだけ。僕は『キャンパスフォーク』というのは抵抗があった。会社によって『キャンパスフォーク』とか独自の言い方をしていましたね」などと述べているが、森山のレコードデビューは1967年1月25日リリースのシングル「この広い野原いっぱい」が最初で、「カレッジ・フォーク」という言葉は『読売新聞』1965年5月19日付の夕刊「新フォーク・ソングの泉をもとめて 永六輔、いずみ・たく氏ら全国へ取材の旅 六月には新作発表会」という記事に既に見られる。なぎらは「フォーク・シーンを支える絶対数の多さから、フォークがファッション、精神的なものも含めて若者文化をリードした」と論じている。振り返れば軽さはあるにせよ、それまでの若者の自己表現のツールが文学や学生運動などだったが、フォークソングはそれに代わる明確な意思を持つ若者の新しい自己表現のツールであったことは確かである。昭和40年代、日本中の若者という若者が、思わずフォークギターを手にしてしまった。
特に盛んだったのが東京で、日本で最初のフォークソンググループとも言われる立教大学の大沢保が作った「セント・ポール・フォーク・シンガーズ」が、1963年12月24日に、日本で初めてのフーテナニー「フーテナニー'63」を他2組と銀座ガスホールで開催した。この催しが一つのきっかけとなって、それまでバラバラだったフォークソング運動に横の連帯が生まれた。翌年の ｢フーテナニー12－25－64｣ は当時としては異例の1,200人の観客を動員｡1964年暮れと1965年6月に「ジュニア・ジャンボリー」が成功し、カレッジフォークのパターンが決まった。これらの多くは学生が主体となった団体や労音によって主催された｡彼らが企画した手作りのコンサートや大学祭などがフォークシンガー・フォークグループの主な演奏の場となった。ただし、1965年ころまではプログラムの半分以上はカントリー&ウエスタンだったともいわれる。ここから各所で「〇〇フーテナニー」「〇〇ジャンボリー」「〇〇フェスティバル」など呼ばれるコンサートが開かれた。1965年10月にはキングストン・トリオらアメリカカレッジのキャンパスシンガーたちが、日劇で開かれた「第1回フォークソング・フェスティバル」に総出で出演し、彼らに刺激を受けた大学生の間でフォークグループの結成が相次いだ。マイク真木の在籍した「モダン・フォーク・カルテット」や石川鷹彦が在籍していた「フォーク・ウィンズ」、「ハミング・バーズ」など、各大学にカレッジ・フォークのグループがあり、森山良子や細野晴臣もカレッジ・フォーク出身者で、細野も「オックス・ドライヴァーズ」というグループを率いてキングストン・トリオなどを歌っていた。国産初の本格的なフォーク・ギターが発売されたのは1966年（ヤマハFG180、18,000円）。同年にはカレッジ・フォーク出身のマイク眞木「バラが咲いた」や、ザ・ブロードサイド・フォーの「若者たち」が同名ドラマの主題歌として大ヒットし、日本でフォークブームが起きた。これらは職業作家の作品で自作自演ではなく、既成の歌謡曲のフィールドで作り出された「フォークソング風歌謡曲」で、マイク眞木を"日本のボブ・ディラン"として売り出そうとした時代感覚はかなりズレていた。当時はレコード会社の力が圧倒的で、作家（作詞家・作曲家）はレコード会社の専属制を執っており、レコード会社の専属でない者が、自身で作詞・作曲したレコードを出すのは難しかった。当時のレコード会社がリリースする流行歌の内容は、青春や恋愛などを歌った他愛もないもので、フォークっぽい曲を狙って出しても実質は歌謡曲だった。「バラが咲いた」も、浜口庫之助がジョニー・ティロットソンに書いたものを、デモテープを頼んだマイク眞木のバージョンの出来がとても良かったことから、代わりに歌ってシングルリリースされ大ヒットしたものだった。2023年7月22日にBSフジで放送された『HIT SONG MAKERS フォークソングスペシャル ～日本のフォークソングは如何に生まれたのか～』では、マイク眞木は、レコーディングの際にレコード会社から「フォークソング風に歌ってくれ、と要請を受けた」と証言している。「バラが咲いた」はフォークソング風歌謡曲である。
このようなセンスは同時期に流行った海外のロック・ムーブメントの歌謡曲展開だったグループ・サウンズ (GS) に近いものがあった。ただしこれらは他の歌謡曲に較べれば、時代の空気を感じさせるものとして、若い世代に支持された。また1968年ころからカレッジ・フォークの中で日本語オリジナルのフォークをやる者が出てきた。フォー・セインツやザ・リガニーズ、モダン・フォーク・フェローズ、キャッスル&ゲイツなどだが、ただ大ヒットシングルを出すまでには至らなかった。こうした関東のカレッジフォークはアメリカの社会派という輸入物は抜きにしたもので、民衆を鼓舞し前進させるものではなかった。

### フォークソングとGS
同時期の1960年代後半、ロックバンド風のサウンドやスタイルがグループ・サウンズ (GS) として発展し、フォークソングブームは一時GSブームの後ろに隠れた。GSブームはフォークソングブームとは別の流れで、1957年から1959年ころのロカビリーブーム～1960年以降のベンチャーズ～ビートルズ来日に刺激されたエレキ・ブームの流れにあるものである。
みのは「ミュージシャンの自主性の獲得ということで言えば、グループ・サウンズは“半・自立”みたいな感じだった。自分の足で立ったのは、フォークが最初だったのかなと思う」などと、後藤豊は「グループサウンズは芸能界とのつながりが強かった。才能のある人はいっぱいいたんだけど、出てきた時代が不運だったというか」などと述べている。ただしこの時期に音楽を志す若者が、最初の取っ掛かりとして、フォークギターか、エレキギターのどちらかを持ったという点では、日本のポップスの歴史の中では重要な季節であったといえる。また当時のフォークファンに大きな影響を与えたボブ・ディランが、1965年にフォークギターからエレキギターに持ち替え、フォークファンから非難された事件もショックな出来事で、フォークがロック化するのは世界的な傾向でもあった。本来的に考えれば、フォークソングとロックンロールは必ずしも対立するものではなく、どちらもアイルランドやスコットランドなどの移民の伝承音楽、そして黒人音楽をルーツとして生まれたもので、カントリー・ミュージックを含めていわば親類関係にある音楽だった。ところが限られた情報しかなかった日本から見る限り、フォークソングがアコースティックギター、ロックンロールがエレキギターという楽器の区別も分かりやすく見えた。しかしフォークソング＝良識、ロックンロール＝不良という捉え方は、あまりに単純過ぎたし、どちらも元々、"体制"に対する反抗の精神を根本に持っていたことを見落とし、それらが現象面だけから、全く別の"欧米の新しい流行"として受け入れられたことが、その後の日本のフォークとロックの関係をギクシャクしたものにしていった原因の一つになった。またフォークとロックを融合した「フォークロック」については、日本ではあまり語られないが、アメリカでは60年代末期にロック文化を根づかせる陰の力になったと評価されているという。先述の日本フィリップス・レコード元プロデューサー・本城和治は「日本初のフォークロックのグループはマイク眞木とザ・マイクスと思う」と述べている。

### 関西フォーク
1969年になると下降線をたどるGSブームと入れ替わるように世の中がフォーク一色になった。東京と同様にフォークソングが盛んだったのは関西だった。前述のように日本のフォークの源流にうたごえ運動があり、高石事務所～音楽舎～URCを立ち上げ、関西フォークを主導した秦政明も、かつては積極的にうたごえ運動に関わった人で、全日本フォークジャンボリーを企画運営したのもうたごえ運動と関係する労音スタッフによるもので、初期の日本のフォークが、政治とも微妙な関係を持っていたのには、このような背景があった。
東京育ちのお坊ちゃまが歌うカレッジ・フォークへの反撥心から関西フォークは生まれた。直接の切っ掛けとしては1967年1月にジョーン・バエズが来日し、大阪の府学連（大阪府学生自治会連合）の平和集会でベトナム反戦への熱い思いを訴えたことともいわれる。また東京の"業界"から距離を持ち得たからこそ、よりアマチュア的な純粋さを保ちながら成長していくことが出来たとも言える。コピーの多かった関東に比べて関西では1967年からフォークソングの特徴でもある集会スタイルのコンサート「フォークキャンプ」をいち早く開催した。1969年から1971年にかけて3回開催された全日本フォークジャンボリー（中津川フォークジャンボリー）も関西フォークの当時の盛り上がりを象徴するイベントといえる。
これに参加した京都の学生のグループ・ザ・フォーク・クルセダーズが「帰って来たヨッパライ」を自主製作し、これがラジオ関西の深夜放送で取り上げられると大きな反響を呼び、これに目を付けたパシフィック音楽出版が原盤権を獲得し、ニッポン放送を経て、東芝音楽工業から1967年暮れにシングルリリースされ、楽曲のユニークさから社会現象となり、280万枚を売り上げるメガヒットになった。これはフォークソングの自作自演曲としては初めての大ヒット曲といえるものだが、加工が施された内容からカテゴリーが難しく、早回し録音がウケたコミックソングに入れられることも多いが、実験的な手法は後期ビートルズの影響を指摘されることもあり、この曲を日本語ロックの先駆と評価されることもある。また70年代に吉田拓郎や井上陽水、かぐや姫らが花開けたのもフォークルの活躍があったからこそという評価もある。「帰って来たヨッパライ」の大ヒットにより注目されたのが関西フォークだった。フォークル生んだ京都には、アマチュアを含めたフォークシンガーを積極的に紹介した近畿放送（現・京都放送）や、URCレコード、京都レコード、アマチュアフォークグループをバックアップしたコンサート団体「AFL」や「カレッジアン・クラブ」があった。
関西フォークは東京のカレッジフォークが飛び火したもので、当初は関西にもカレッジフォークのグループはいた。しかし今日では東京のカレッジフォークとは大きく異なり、オリジナルの"反戦フォーク""プロテスト・フォーク"アングラ・フォーク"を主体としたものとして語られる。きれいごとのカレッジフォークを打破するが如く、そのカウンターカルチャーとして出現した。小室等は、関西フォークについて「上から目線の反戦歌というか、親のスネっかじりが反戦を声高に歌っていいのか、自分の中で煩悶がありました。もっと自分の立ち位置を確認してから歌いたい。もう一度、音楽というところに戻ろう。直接、反戦を歌っちゃ駄目なんだ、と僕は思っていました」と述べている。

### プロテストソングとしてのフォークソング
プロテストソングという言葉は、日本語では抗議の歌と訳されることがあるが、思想的、政治的な信条を歌に託して訴えるもので、勿論これもアメリカからの輸入で、60年代のアメリカでの公民権運動の際に「勝利を我等に」がそのアンセムとなり、ジョーン・バエズやピート・シーガー、ボブ・ディランらによって広く歌われた。なぜ関西フォークがプロテスト・フォークだったかと言えば、そういう時代だったからである。当時は中学生も政治運動をやる時代。東大安田講堂事件や、パリ五月危機、アメリカはベトナム戦争の渦中で、日本を含めた全世界で戦争反対のデモや集会が行われた。みんなで力を合わせれば国が動くんじゃないかとみんなが考えた。日本でこれらは60年代後半の安保闘争、フォークゲリラ、ヒッピー文化、
深夜放送などと結びついて、アジテーションの手段として重要な役割を果たした。「アジ」の代わりにギターを持ってがなる、これが当時のフォークソングだった。
『読売新聞』は1969年11月4日付のコラム「あんぐる」で「昨今の日本の日本のフォーク・ブームは音楽的な実りは何一つない。高石友也らのフォーク・ゲリラの自称フォークは、なるほど、体制に反抗しようとする若者らしい怒りがその歌詞には見られても、メロディーは流行歌と大同小異。森山良子らのいわゆるフォークに至っては、歌謡曲と何らかわるところがない。若者たちの既存体制に対する不満の爆発がザ・ビートルズを頂点とするグループ・サウンズを生んだ。しかしいったんそれが日本に輸入されると『月の沙漠』的発想にうずもれて『ブルー・シャトウ』になってしまったように爆発的エネルギーは去勢されてしまった。フォークも同様で音楽的にも歌詞の内容も中学二、三年程度のものしか感じられない」などと批判した。
プロテストソングを最初に日本でやったのは東京出身の高田渡であったが、1967年に高石友也と秦政明が設立した『高石音楽事務所』に高田や岡林信康、五つの赤い風船、中川五郎、遠藤賢司、ジャックスが所属し、大きなムーブメントになった。高石友也や高田渡、遠藤賢司らは関西人ではないが、今日では一括して関西フォークと括られることが多い。1969年に設立された会員制の通信販売のレコード会社・音楽舎→アングラ・レコード・クラブ（URC）は関西フォークの普及に大きく貢献した。楽曲では岡林信康の「友よ」「山谷ブルース」「チューリップのアップリケ」などが有名である。三上寛は「3000年の間、沈黙を強いられていた連中が、自分の言葉で喋りはじめた時代だった。反戦、失恋、四畳半、僕ら自身の言葉で歌われたという、いい時代でした。『マイナーこそがメジャーなのだ』と、あの頃は胸を張って言えました」などと述べている。
また1960年代後半から1970年代初頭にかけてはもとまろ、赤い鳥、ピンク・ピクルス、ウィッシュ、五つの赤い風船らも話題曲を発表した。1966年7月17日、『勝ち抜きエレキ合戦』のフォーク版・フジテレビ『フォークソング合戦』スタート。8月1日、ニッポン放送『バイタリス・フォーク・ビレッジ』、10月31日、TBSテレビ『ヤング720』、11月、ラジオ関西『ミッドナイト・フォーク』などが放送開始し、放送局やレコード会社がフォーク・イベントに手を染め始めた。当時のラジオリスナーはフォークソングを支持する若者が多かった。

### フォークからニューミュージックへ
1970年代初頭の吉田拓郎の登場により、それまで反体制色の濃かったフォーク・ソングはポップス化し、「シンガーソングライター」という音楽的形態として、表舞台に引き上げられた。広島フォーク村出身の吉田拓郎は、関西フォークとは距離を置き、政治と結びついていた連帯の歌を排除し、徹底的な個人主義をフォークソングに持ち込んだ。それまでのフォークは、東京か関西のイメージしかなかったため、広島フォーク村出身の拓郎の登場は、当時のフォークファンには新鮮な驚きがあった。
諸説あるにせよ1971年の第3回全日本フォークジャンボリーに於ける伝説のステージは、吉田拓郎をそれまでの「関西フォーク」中心の流れに対峙する存在として認知させたのは歴史的事実である。70年安保は、実質的には1969年秋に"体制側"の勝利に終わり、政治闘争に関わった者の中には、より過激な闘争状態を志向する者もいたが、圧倒的多数を占めたのは、挫折感から日常生活に埋没していった層だった。ストレートなプロテストソングから、個と社会との関り、個と個の関係、自己の内面へのアプローチ、日本のフォークソングは"青春時代"を過ぎて、"大人"の世界へと踏み出す時を迎えていた。アジテーターとして類い稀なる才を発揮した吉田拓郎を大多数の若者が支持したのである。吉田拓郎の成功を見て、各レコード会社は、フォークに力を入れた。吉田拓郎が1972年にシングルヒットを出すまで、メジャーレコード会社・芸能事務所はフォークソングが商売になるのか掴みきれていなかった。60年代とうってかわって70年代は脱政治・個人の時代となり、吉田拓郎や井上陽水、松任谷由実、中島みゆきらは政治性の薄いフォークソングを発売し、これがニュー・ミュージックという新ジャンルへと変質した。
北山修（きたやま おさむ）は「音楽界は〝変化"のときを迎えつつありました。フォークルの『帰って来たヨッパライ』のような〝手作り〟の良さを持ったものから、計画的に物事を進めないといけないショー・ビジネスへの転換。フォークソング→ニューミュージック、複数の個性が集団の中で切磋琢磨し合う〝グループ"→シンガー・ソングライターの〝個人"の時代への変化などです。拓郎や陽水らの登場によって、『時代』は明らかに変わってゆくのです。拓郎のアルバム『元気です。』を聴いたとき、『あぁ時代は変わったんだな』と感じましたね」などと述べている。富澤一誠は「拓郎・陽水・かぐや姫らの生活派・四畳半フォークと関西フォークの違いは、新聞でいうと関西フォークは社会面、生活派フォークは芸能面に当たるかな。70年安保が自動延長になり『外に向かって何を言ってもダメ』という空気が生まれ、自分の問題として、矛先を内側に向けた。これが生活派フォークです。歌うスタイルも『私たち』『僕たち』から『僕の』『私の』に変っていきました。『僕の髪が肩まで伸びて…』はやはり象徴的な歌です。1972年に拓郎が出て（ブレイクして）、ガロ、あがた森魚、1973年にかぐや姫、井上陽水、1974年にグレープ、山本コウタローとウィークエンドが続きました。1975年にユーミンが出現したころから、フォークという言葉が消え、ニューミュージックに受け継がれていきました」などと論じている。フォークは1980年代半ばに早くも懐メロ扱いされた。小川真一は「時代の動きに機敏に反応するのもフォークソングであるが、たぶん最初はそれほど大きなものではなかった。時代の代弁者ではあっても、大きく人を動かすものではなかったように思う。それが変わり始めたのが、1971年の第3回全日本フォークジャンボリーであり、1975年の吉田拓郎・かぐや姫 コンサート インつま恋になるだろう。今では大規模な野外コンサートや、ドーム球場での連続ライブなどもまるで珍しくないが、全く基盤のないところからハンドメイドで作り上げていった、それが70年代であったように思う。またレコード売り上げという意味に於いては、吉田拓郎やかぐや姫のシングルが異例の大ヒットを記録し、井上陽水のアルバム『氷の世界』が、日本レコード史上初めてアルバム100万枚を超えるセールスを打ち立て、フォークが売れる時代が始まった。ヤマハが主催したポプコンや、全国各地で開催されたフォークのコンテストによって、フォークソングの裾野はさらに広がり、それは新しい若者の音楽＝ニューミュージックへと進化を遂げた。ニューミュージック、J-POP、フォーキー・ミュージックと、指し示す言葉は色々と変化し続けているが、フォークソングのスピリットは今も生き続ける」などと論じている。

### 日本がらみのフォーク年表
- 1964年 ‐ アマチュア・フォークシンガーなどの間で「風に吹かれて」「悲惨な戦争」「花はどこへ行った」などのコピー・フォークが流行[99]。「原宿フーテナニー」開催[99]。／ 「銀座フーテナニー」開催。
- 1965年 ‐ ブラザース・フォア、キングストン・トリオなどの来日に刺激をうけ、大学生の間でフォークグループの結成が相次ぐ[99]。日劇フォークソングフェスティバル開催。
- 1966年 ‐ マイク眞木の「バラが咲いた」が大ヒット[99]。反戦フォークソング流行[99]。／ 五つの赤い風船が活動開始。／ フジテレビ『フォークソング合戦』が放送開始。／ 高石友也がプロデビュー。
- 1967年 ‐ 森山良子が「この広い野原いっぱい」でデビュー[99]。この年から1969年まで計4回、「関西フォークキャンプ」が開催される[102]。
- 1968年 ‐ アングラ曲、フォーク・クルセダーズの「帰って来たヨッパライ」、高石友也「受験生ブルース」の大ヒットなどでフォークソングの人気が広がる[出典 124]。／フォーク・クルセダーズの「イムジン河」発売自粛[145]。／ 岡林信康が「くそくらえ節」「がいこつの唄」で登場[出典 125]、「山谷ブルース」[52]発売禁止[40]。／ フォーク・クルセダーズが解散。
- 1969年 ‐ はしだのりひことシューベルツ「風」[出典 126]、ビリーバンバン「白いブランコ」[99]、森山良子「禁じられた恋」[99]、千賀かほる「真夜中のギター」[99]、カルメン・マキ「時には母のない子のように」[99]、新谷のり子「フランシーヌの場合」がヒット。／ 高田渡が「自衛隊に入ろう」発表[出典 127]。／ プロテスト・フォーク、メッセージ・フォークが台頭し[99]、大阪で「第1回メッセージコンサート」が開催される[99]。東京新宿駅西口地下広場に現れたフォークゲリラに機動隊が動員され、ガス弾で弾圧される[出典 128]。／ アンドレ・カンドレ（井上陽水）がデビュー。／ 岐阜県中津川市で、第1回全日本フォークジャンボリー開催。
- 1970年 ‐ ソルティー・シュガー「走れコウタロー」[99]、トワ・エ・モワ「誰もいない海」がヒット[99]。／ 吉田拓郎、小椋佳、オフコース、RCサクセションがデビュー[99]。／ 第2回全日本フォークジャンボリー開催。
- 1971年 ‐ はしだのりひことクライマックス「花嫁」[99]、ジローズ「戦争を知らない子供たち」[99]、北山修・加藤和彦「あの素晴しい愛をもう一度」がヒット[99]。／ 第3回全日本フォークジャンボリー開催。／ 世界歌謡祭で上条恒彦が「出発の歌」グランプリ受賞。／ 赤い鳥が「竹田の子守唄」「翼をください」を発表[出典 129]。「竹田の子守唄」は放送禁止歌になった。／ 加川良「教訓Ⅰ」発表[145]。泉谷しげるデビュー[40]。
- 1972年 ‐ 吉田拓郎「結婚しようよ」「旅の宿」[出典 130]、あがた森魚「赤色エレジー」、ビリーバンバン「さよならをするために」が大ヒット[99]。井上陽水が再デビュー[40]。アリス、チューリップ、荒井由実（松任谷由実）[出典 131]、五輪真弓がデビュー。
- 1973年 ‐ ガロ「学生街の喫茶店」[出典 132]、チューリップ「心の旅」[出典 133]、かぐや姫「神田川」[出典 134]、チェリッシュ「てんとう虫のサンバ」が大ヒット[99][191]。／井上陽水「夢の中へ」[99]、あのねのね「赤とんぼの唄」がヒット[99]。／グレープがデビュー。／なぎらけんいち（後のなぎら健壱）の「悲惨な戦い」が自主規制。
- 1974年 ‐ 海援隊「母に捧げるバラード」[99]、小坂明子「あなた」[出典 135]、りりィ「私は泣いています」[99]、グレープ「精霊流し」[99]、山本コウタローとウィークエンド「岬めぐり」、中村雅俊「ふれあい」[99]、井上陽水「心もよう」が大ヒット[99]。／ 吉田拓郎とかまやつひろしが連名で「シンシア」を発表。／吉田拓郎作曲による森進一歌唱「襟裳岬」が日本歌謡大賞[99]、第16回日本レコード大賞W受賞[出典 136]。
- 1975年 ‐ マイ・ペース「東京」、バンバン「『いちご白書』をもう一度」が大ヒット[102]。小室等・吉田拓郎・井上陽水・泉谷しげる、フォーライフ・レコード設立[40]。／ 「吉田拓郎・かぐや姫 コンサート インつま恋」開催[出典 137]。約5万人の観客を動員。／1973年12月に発売された井上陽水のアルバム『氷の世界』が8月に日本レコード史上初めてアルバム100万枚を売り上げる[出典 138]。／中島みゆき[40]、風 が「22才の別れ」でデビュー。小椋佳作詞作曲による布施明歌唱「シクラメンのかほり」が日本歌謡大賞[99]、第17回日本レコード大賞W受賞[出典 139]。フォークシンガー作による楽曲が二年連続で日本音楽界の頂点に立つ[出典 140]。
- 1976年 ‐ 荒井由実「あの日にかえりたい」[出典 141]、中村雅俊「俺たちの旅」[99]、イルカ「なごり雪」[99]、小椋佳「めまい」[99]、因幡晃「わかって下さい」[99]、丸山圭子「どうぞこのまま」[99]がヒット。
- 1978年 ‐ 中島みゆき「わかれうた」[99]、さとう宗幸「青葉城恋唄」[99]、松山千春「季節の中で」が大ヒット[99]。ニューミュージックが伸長[99]。
- 1979年 ‐ アリス「チャンピオン」[99]、岸田智史「きみの朝」[99]、さだまさし「関白宣言」が大ヒット[99]。
- 1980年 ‐ 海援隊「贈る言葉」[99]、長渕剛「順子」[99]、五輪真弓「恋人よ」が大ヒット[99]。
- 1981年 ‐ 松山千春「長い夜」が大ヒット[99]。
- 1982年 ‐ 中島みゆき「悪女」[99]、あみん「待つわ」が大ヒット[99]。
- 1983年 ‐ 村下孝蔵「初恋」がヒット[40]。
- 1988年 ‐ 長渕剛「乾杯」「とんぼ」が大ヒット[99]。
- 1990年 ‐ たま「さよなら人類」が大ヒット[出典 142]。
- 1991年 ‐ 長渕剛「しゃぼん玉」が大ヒット[99]。
- 2001年 ‐ 夏川りみが森山良子とBEGINによる「涙そうそう」をカバー[40]。
- 2002年 ‐ 「涙そうそう」がヒットし、第44回日本レコード大賞では夏川りみが金賞、森山良子が作詞賞を受賞[40]。
- 2007年 ‐ 日本の歌百選に「今日の日はさようなら」「翼をください」「涙そうそう」が選ばれる。
- 2016年 ‐ AKB48の『翼はいらない』が大ヒット。

## 日本の主なフォークシンガー
フォークシンガーを参照のこと
- 岡林信康
- 高田渡
- 加川良
- 遠藤賢司
- 五つの赤い風船
- 本田路津子
- 浅川マキ
- 荒木一郎
- RCサクセション（初期）
- アン真理子
- ピンクピクルス
- ベッツィ&クリス
- みなみらんぼう
- 武蔵野タンポポ団
- シバ
- もとまろ
- ふきのとう
- 古井戸
- 五輪真弓（初期）
- 伊東きよ子
- 井上陽水（アンドレ・カンドレ）
- ウィッシュ
- かまやつひろし
- NSP
- 加藤登紀子
- カルメン・マキ
- 森山良子
- ガロ
- 財津和夫（チューリップ）
- シグナル
- シモンズ
- ジローズ
- 新谷のり子
- ソルティー・シュガー
- トワ・エ・モワ
- とんぼちゃん（後に「とんぼ」に改名）
- 中山ラビ
- なぎら健壱
- 猫
- はしだのりひことシューベルツ
- はしだのりひことクライマックス
- 長谷川きよし
- BUZZ
- バンバン
- ビリーバンバン
- 山本コウタローとウィークエンド
- よしだたくろう
- 六文銭
- 日暮し
- 森田童子
- 風
- 高木麻早
- 杉田二郎
- 葛城ユキ
- 伊勢正三・山田つぐと・イルカ
- ダ・カーポ
- ばんばひろふみ
- マイペース